# LightSail-1

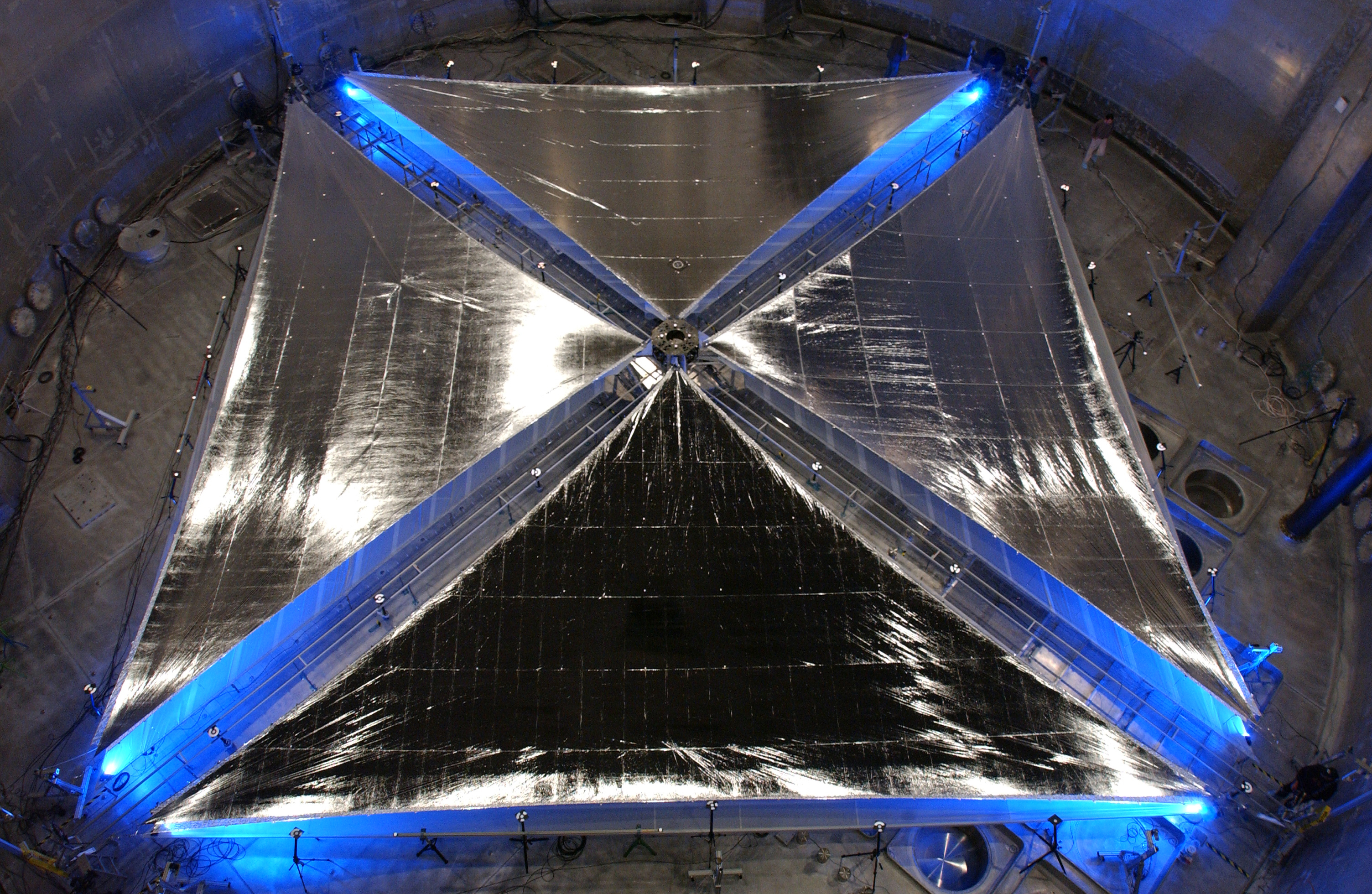
Prototype de voile solaire de 20 mètres, développé par la NASA, similaire à LightSail-1

LightSail-1 est un nanosatellite de l'association Planetary Society destiné à tester l'utilisation d'une voile solaire dans l'espace, lancé le 20 mai 2015 et qui revint dans l'atmosphère le 14 juin 2015. Ce démonstrateur technologique comportait une voile solaire d'une superficie de 32 m2 (5,6 x 5,6 mètres) réalisée en mylar. Il a pour objectif de démontrer qu'une voile solaire peut être utilisée par les nano-satellites de type CubeSat pour contrôler leur orientation et modifier leur orbite. Son successeur LightSail-2 a été lancé le 25 juin 2019 et orbite la Terre depuis, la voile solaire lui permettant de contrer partiellement la trainée atmosphérique. Une mission LightSail-3 était originellement prévue mais ne sera pas poursuivie. 

## Historique
L'association Planetary Society a investi dans la recherche sur les voiles solaires au début des années 2000. Une première voile solaire, Cosmos 1, financée par l'association est lancée en 2005 par une fusée russe Volna mais est victime d'une défaillance de son lanceur. La mission LightSail-1 a pour origine la reprise du projet de la NASA NanoSail-D2 qui a volé avec succès début 2011. La Planetary Society annonce le développement de son satellite en novembre 2009. Le coût du développement, qui est évalué à 1,8 million US$, est couvert par les cotisations et les donations des membres de l'association. Le vaisseau spatial a été construit à San Luis Obispo par Stellar Exploration Inc.

## Caractéristiques techniques
LightSail-1 est un satellite de format CubeSat triple U (30 × 10 × 10 cm) et a une masse d'environ 4,5 kilogrammes. Une des unités CubeSat porte les caméras, les capteurs et les systèmes de contrôle, tandis que les deux autres unités contiennent les voiles solaires. La voile solaire comprend 4 feuilles triangulaires en mylar, un film de polyester d'une épaisseur de 4,5 microns d'épaisseur rendu réfléchissant par application d'une couche d'aluminium. Une fois déployée, la voile solaire forme un carré de 5,6 mètres de côté avec une surface totale de 32 m2, ce qui doit rendre l'engin facilement visible à l'œil nu pour les observateurs sur Terre. La voile est déployée à l'aide de 4 mâts métalliques souples qui au lancement sont enroulés sur un tambour. Une fois en orbite, un moteur électrique met en rotation le tambour, ce qui entraine le déploiement des mâts qui eux-mêmes entrainent le déploiement des 4 sous-ensembles de la voile. 

## Déroulement des vols

### Premier vol de validation (mai 2015)
Un premier vol (LightSail-A) destiné à valider le concept a été effectué en orbite basse donc avec une durée de vie courte. Le satellite a été placé en orbite le 20 mai 2015 par une fusée Atlas V tirée depuis la base de Cape Canaveral dont la charge utile principale était constituée par la mini navette X-37. Parvenu en orbite, le satellite rencontre plusieurs problèmes : des anomalies dans le logiciel embarqué, puis des coupures de télécommunications et enfin un comportement anormal de la batterie électrique. Finalement le satellite parvient à déployer la voile solaire le 8 juin, remplissant ainsi son objectif principal.  

### Deuxième vol (juin 2019)
Le véritable vol (LightSail-B, renommé LightSail-2), destiné à tester la voile solaire dans des conditions normales, a été lancé le 25 juin 2019. Le satellite a été lancé attaché au démonstrateur Prox-1, un satellite destiné à tester le vol en formation. Les deux satellites ont été injectés sur une orbite suffisamment haute (700 km) pour éviter une dégradation trop rapide de leur orbite conduisant à une rentrée atmosphérique. Le satellite a démontré sa capacité à modifier son orbite grâce à la voile solaire mais n'arrive pas à compenser la trainée atmosphérique.